# 華下天満宮

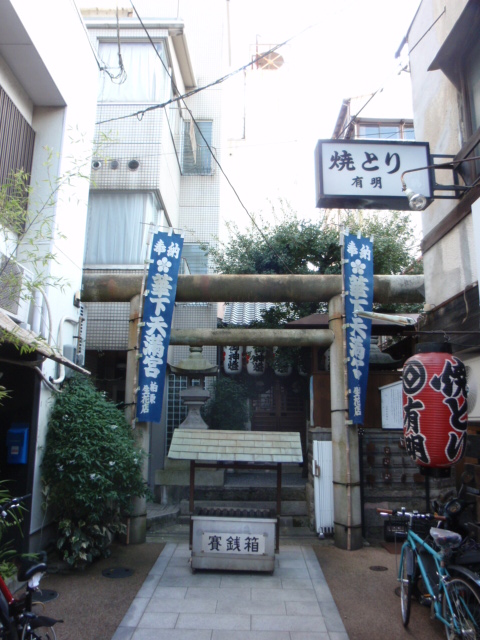
社殿

華下天満宮（はなしたてんまんぐう）は香川県高松市百間町にある神社。高松市内で最も古い神社と言われているが高松市内には他にも古くからの神社があり、例として一宮町の田村神社は西暦704年の創社で天満宮の祀っている菅原道真の生まれた西暦845年よりも100年以上前にあたるため当天満宮が高松市最古とはならない。
この天満宮が高松市最古という誤った言い伝えとなったのは旧市街の狭い地域のみで高松市が形成されていた時代に於いて(現在の高松市の中心地のみだった)は確かに高松市最古であったため、高松市が周囲の町や村を吸収し、実質最古と言えなくなったにもかかわらず最古であるというかつての認識を誤って地元住民が持ち続けてしまった事によると思われる。
いずれにせよ高松市が山田郡であった頃から、讃岐の中心として町が造られた江戸時代を通じて地元民に愛され続けてきた天神さんであることは確かである。

市内にある中野天満神社より古いことから「古天神さん」や、その向きから「北向天神」あるいは単に「天神さん」とも呼ばれる。

## 概要
高松市中心部の片原町商店街に位置する。商店街から社殿へ至る参道は小路になっていて、飲食店などが軒を連ねている。
当社は天満宮神社としては珍しく社殿が北向きである。これは高松城築城時に当社を現在地に遷座した生駒親正が当社を城の鎮守神としたため、結果的に当社は高松城のある北方向を向いたものである。この類稀な特徴を利用して、高松市出身の作家・菊池寛は、同郷だと言って金の無心に来る者に対し、この天満宮の向きを尋ねて高松出身であるかどうかを判断したという逸話がある。
表参道の入口が片原町側であることから、所在地を片原町と認識されることが多いが、実際は社の眼前に町境が通っているため住所は百間町である。

## 歴史
903年（延喜3年）2月に菅原道真が没すると、これを聞いた地元住民によって現在地から少し東に当社が建立された。その後生駒親正の高松城築城にあたって現在地に遷座される。その後松平頼豊の時代になると当社は大きく拡張され、最盛期には345坪（1,138m2）余りの社地を有していた。しかし、1945年（昭和20年）7月4日の米軍による無差別絨毯爆撃「高松空襲」によって当社の社殿など建築物は一切が失われ、戦後まもなく社地の敷地内を闇市のバラックが占めるようになり、それがそのまま酒場や飲食店に変わったため、戦前の社地はほとんどが失われた。

## 交通アクセス
- ことでん片原町駅：徒歩2分
- ことでんバス片原町バス停：徒歩1分